# Danny Morseu
Daniel Morseu, detto Danny (Thursday Island, 7 settembre 1958), è un ex cestista australiano.
È lo zio di Nathan Jawai e Patty Mills.

## Carriera
Con l'Australia ha disputato due edizioni dei Giochi olimpici (Mosca 1980, Los Angeles 1984) e i Campionati mondiali del 1978.